# Peter Claffey
Peter Claffey (nacido el 28 de julio de 1996) es un actor irlandés y exjugador de rugby union.

## Primeros años
Claffey es originario de Portumna, en el condado de Galway. Asistió al Garbally College y jugó rugby union para el Galwegians RFC.

## Rugby union
Claffey jugó rugby union para el Ballinasloe RFC en la Connacht Senior League. Como segunda línea, ingresó a la academia de Connacht Rugby en 2015. Representó a la selección juvenil de rugby de Irlanda en el Seis Naciones M20 2016. En 2018, firmó un contrato profesional con Connacht Rugby. En 2019, se incorporó al Terenure College RFC.

## Actuación
Claffey se formó como actor en la Bow Street Academy de Dublín (Irlanda). Debutó profesionalmente en el teatro en 2022 interpretando a Iggy en A Whistle in the Dark (1961), de Tom Murphy, en el Abbey Theatre.
Su carrera en pantalla comenzó en 2022 con apariciones televisivas en las series Harry Wild (2022–presente) y Bad Sisters (2022–presente), una comedia negra de Apple TV. Ese mismo año, interpretó a Cormac en la serie de comedia Wreck (2022–presente), de BBC Three, cuya segunda temporada grabó en 2023.
Claffey aparece en la tercera temporada de Vikings: Valhalla (2022–2024) y en la película Small Things Like These (2021), protagonizada por Cillian Murphy.
En abril de 2024, Claffey fue elegido para interpretar el papel principal en la serie precuela de Game of Thrones (2011–2019), dando vida al legendario Duncan el Alto —también conocido como Dunk— en A Knight of the Seven Kingdoms (2026), escrita por George R. R. Martin. La historia se sitúa un siglo antes de los eventos de Game of Thrones, pero 72 años después del inicio de La casa del dragón (2022–presente).
Ese mismo año, participó en la segunda temporada de Bad Sisters, esta vez interpretando a Joe Walsh, el interés amoroso de Becka (Eve Hewson).

## Filmografía
| dagger | Indica obras que aún no se han estrenado |

| Año       | Título                         | Personaje      | Notas                                             |
| --------- | ------------------------------ | -------------- | ------------------------------------------------- |
| 2022      | Harry Wild                     | Billy          | Episodio: «An Unhappy Happy is a Dangerous Thing» |
| 2022      | Bad Sisters                    | Callum         | Episodio: «Explode a Man»                         |
| 2022–2024 | Wreck                          | Cormac Kelly   | 12 episodios                                      |
| 2024      | Vikings: Valhalla              | Dunstan        | 4 episodios                                       |
| 2024      | Small Things Like These        | Barry          | Película                                          |
| 2024      | Bad Sisters                    | Joe Walsh      | Papel recurrente (temporada 2)                    |
| 2026      | A Knight of the Seven Kingdoms | Duncan el Alto | Papel protagónico                                 |